# 6014 Chribrenmark
6014 Chribrenmark (1991 PO10) là một tiểu hành tinh vành đai chính được phát hiện ngày 7 tháng 8 năm 1991 bởi H. E. Holt ở Palomar. 
Christopher W. (b. 1988), Brendan J. (b. 1989) và Mark E. Moeller (b. 1990) are grandsons of the discoverer.